# Francesco Recine
Francesco Recine (ur. 7 lutego 1999 w Rawennie) – włoski siatkarz, grający na pozycji przyjmującego. 
Jego rodzice: ojciec Stefano i matka Beatrice, również uprawiali zawodowo siatkówkę. Stefano Recine w latach 2017-2022 był dyrektorem sportowym Sir Safety Conad Perugia, a w latach 2003-2016 Cucine Lube Banca Marche Macerata.
Jego dziewczyną jest siatkarka Beatrice Parrocchiale.

## Sukcesy klubowe
Puchar Włoch:
- 2023[8]

Liga włoska:
- 2023[9]

## Sukcesy reprezentacyjne
Mistrzostwa Europy Kadetów:
- 2017

Mistrzostwa Świata Juniorów:
- 2019[10]

Letnia Uniwersjada:
- 2021[11]

Mistrzostwa Europy:
- 2021

Mistrzostwa Świata:
- 2022[12]

Liga Narodów:
- 2025[13]